# فریدریش فن ویزر
فریدریش فن ویزر (۱۰ ژوئیهٔ ۱۸۵۱ – ۲۲ ژوئیهٔ ۱۹۲۶) یک اقتصاددان اهل اتریش بود. اقتصاددان پیشکسوت (به اصطلاح "نسل اول") دانشکده اقتصاد اتریش بود. لئوپولد فون ویزر، یکی از مقامات بلندپایهٔ وزارت جنگ، متولد وین، در ابتدا در جامعه‌شناسی و قانون را فرا گرفت و در سال ۱۸۷۲، فارغ‌التحصیل شر، او با Grundsätze کارل منگر، بنیان‌گذار مؤسسه آموزش و پرورش اتریش آشنا شد و علاقه وی به او نظریه اقتصادی او را تغییر داد. ویزر در دانشگاه‌های وین و پراگ در سال ۱۹۰۳ موفق به کسب مدال در دانشگاه وین شد و در سال ۱۹۰۳ با اویژن فون بوم بوارک برادرهمسرش، نسل بعدی اقتصاددانان اتریش را که شامل لودویگ فون میسس، فریدریش هاوک و جوزف شومپتر در اواخر دهه ۱۸۹۰ و اوایل قرن بیستم بودند را به وجود آوردند. او وزیر بازرگانی اتریش از ۳۰ اوت ۱۹۱۷ تا ۱۱ نوامبر ۱۹۱۸ بود.